# Telespiza
Telespiza is een geslacht van zangvogels uit de vinkachtigen (Fringillidae).

## Soorten
Het geslacht kent de volgende soorten:
- Telespiza cantans –  Laysanvink
- Telespiza ultima –  Nihoavink